# Compsoptera jourdanaria
Compsoptera jourdanaria är en fjärilsart som beskrevs av Charles Joseph de Villers 1827. Compsoptera jourdanaria ingår i släktet Compsoptera och familjen mätare. Inga underarter finns listade i Catalogue of Life.

## Bildgalleri

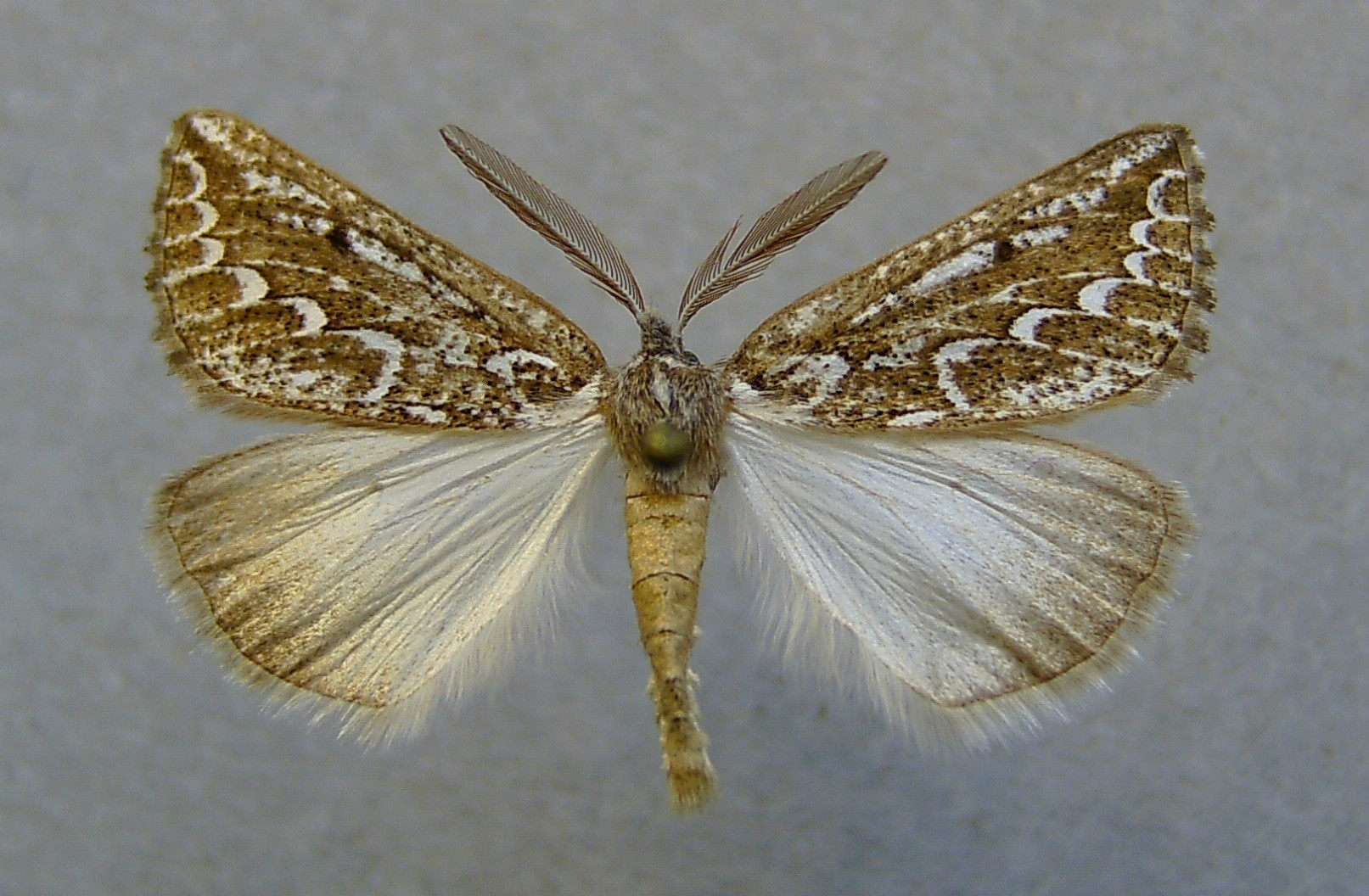